# 帕维尔·弗洛里安
帕维尔·弗洛里安（捷克語：Pavel Florián，1987年4月27日—），捷克男子羽毛球運動員。

## 簡歷
2015年2月，帕维尔·弗洛里安出戰烏干達羽毛球國際賽，與翁德雷·科普里瓦合作打進男子雙打比賽決賽，最終拿得冠軍。

## 主要比賽成績
只列出曾進入準決賽的國際賽事成績：
| 年份   | 賽事                 | 公開賽級別 | 項目     | 拍檔            | 成績   |
| ------ | -------------------- | ---------- | -------- | --------------- | ------ |
| 2010年 | 斯洛伐克羽毛球公開賽 | 未來系列賽 | 男子單打 | －              | 準決賽 |
| 2012年 | 保加利亞羽毛球公開賽 | 國際系列賽 | 男子單打 | －              | 準決賽 |
| 2012年 | 斯洛伐克羽毛球公開賽 | 未來系列賽 | 男子雙打 | Jaromir Janaček | 準決賽 |
| 2015年 | 烏干達羽毛球國際賽   | 國際系列賽 | 男子雙打 | 翁德雷·科普里瓦 | 冠軍   |

| 2007-2017年 | 首要超級賽 | 超級賽 | 黃金大獎賽 | 大獎賽 | 國際挑戰賽 | 國際系列賽 | 未來系列賽 | 其他 |

| 2018-2026年 | 總決賽 | 超級1000賽 | 超級750賽 | 超級500賽 | 超級300賽 | 超級100賽 | 國際挑戰賽 | 國際系列賽 | 未來系列賽 | 其他 |